# ユサール

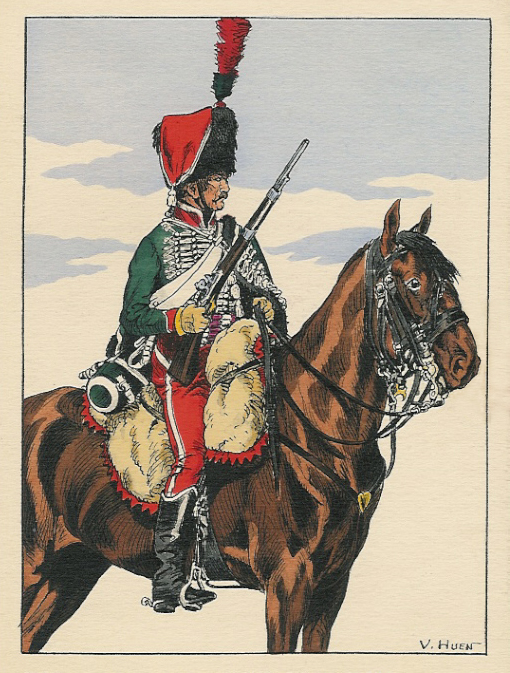
フランス軍のユサール騎兵(1804年)

ユサール（フサール、フザール、ハサー、洪: Huszár、英: Hussar、仏: Hussard、独: Husar(en)）は、近世の軍隊における騎兵科の兵職の一つ。
15世紀のハンガリーにて発祥し(フサール)、華麗なスタイルと勇猛さで名を馳せた。ポーランドではより華美を極めた有翼重騎兵（フサリア、波: Husaria、英: Winged Hussar）として発展した。
日本語の訳語としては軽騎兵が当てられるが、広義の軽騎兵には竜騎兵や槍騎兵なども含まれる場合がある。驃騎兵という訳語もある。

## 歴史

### 起源
1389年のコソボの戦いで敗北しハンガリーに逃れたセルビア人貴族が、フサールの起源であるといわれている。その後フサール騎兵隊として編成された彼らは、ハンガリー王マーチャーシュの治世の間オスマン帝国の精鋭騎兵と互角に戦い、その勇猛さを内外に知らしめた。王の死後、オスマン帝国の圧力に押される形で、フサールの多くは傭兵としてオーストリアなどの周辺の国へ散らばっていった。

### ポーランド騎兵（フサリア）

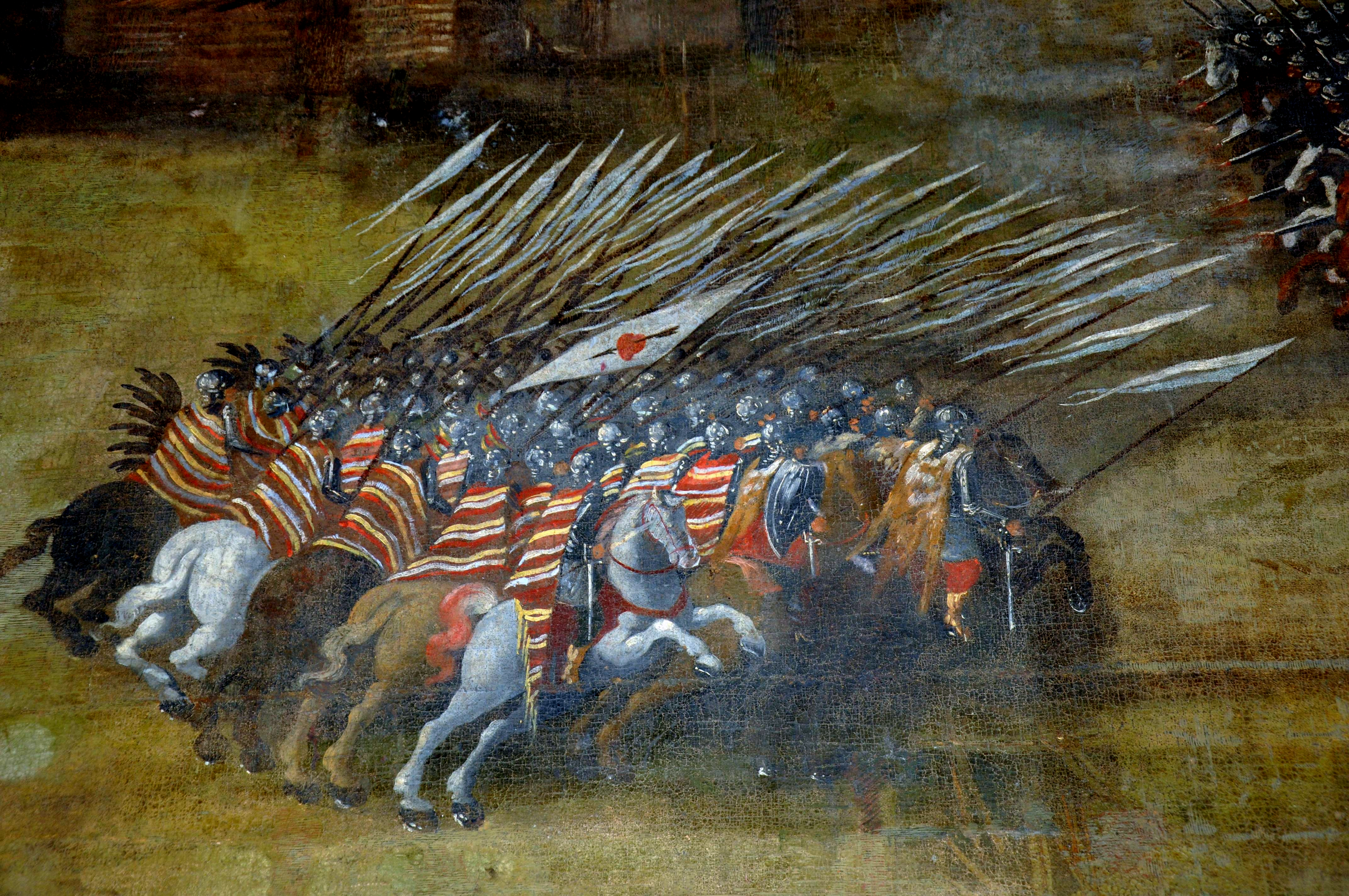
クルシノの戦い（1610）における、あるフサリア隊の突撃。
敵の目前では極度に密集した隊形となる。

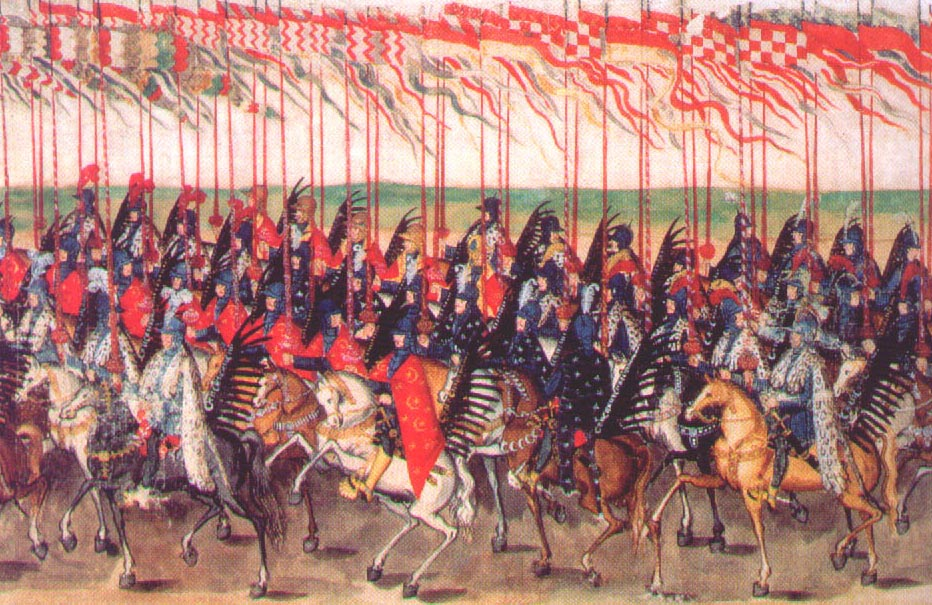
ポーランドのフサリア隊（1604年）

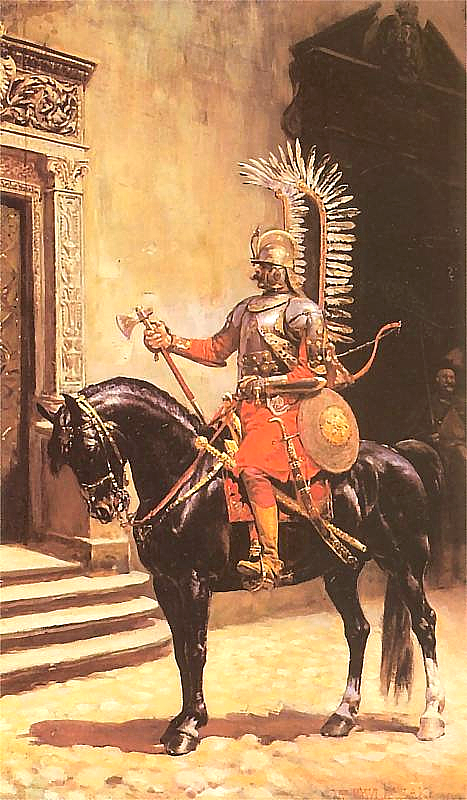
戦斧、弓矢、長剣、サーベル、盾を持つフサリア。
このフサリアは元帥（ヘトマン）の護衛兵。

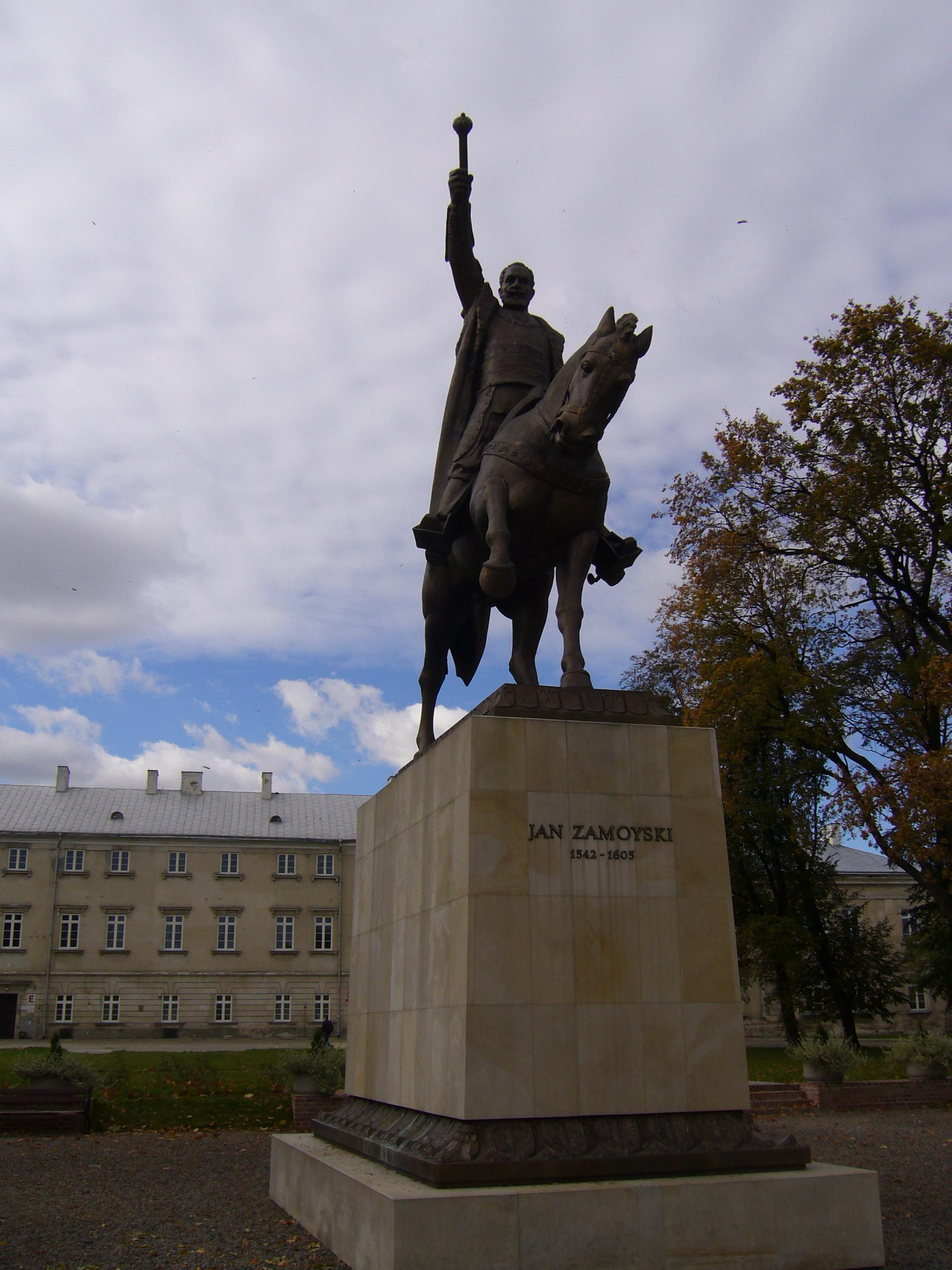
フサリアの甲冑を纏い、鞍上より指揮用ブズディガンを掲げ全軍へ総攻撃の命令を出す寸前の姿の
ヤン・ザモイスキ大元帥（王冠領大ヘトマン）の像
ポーランド・ザモシチ市

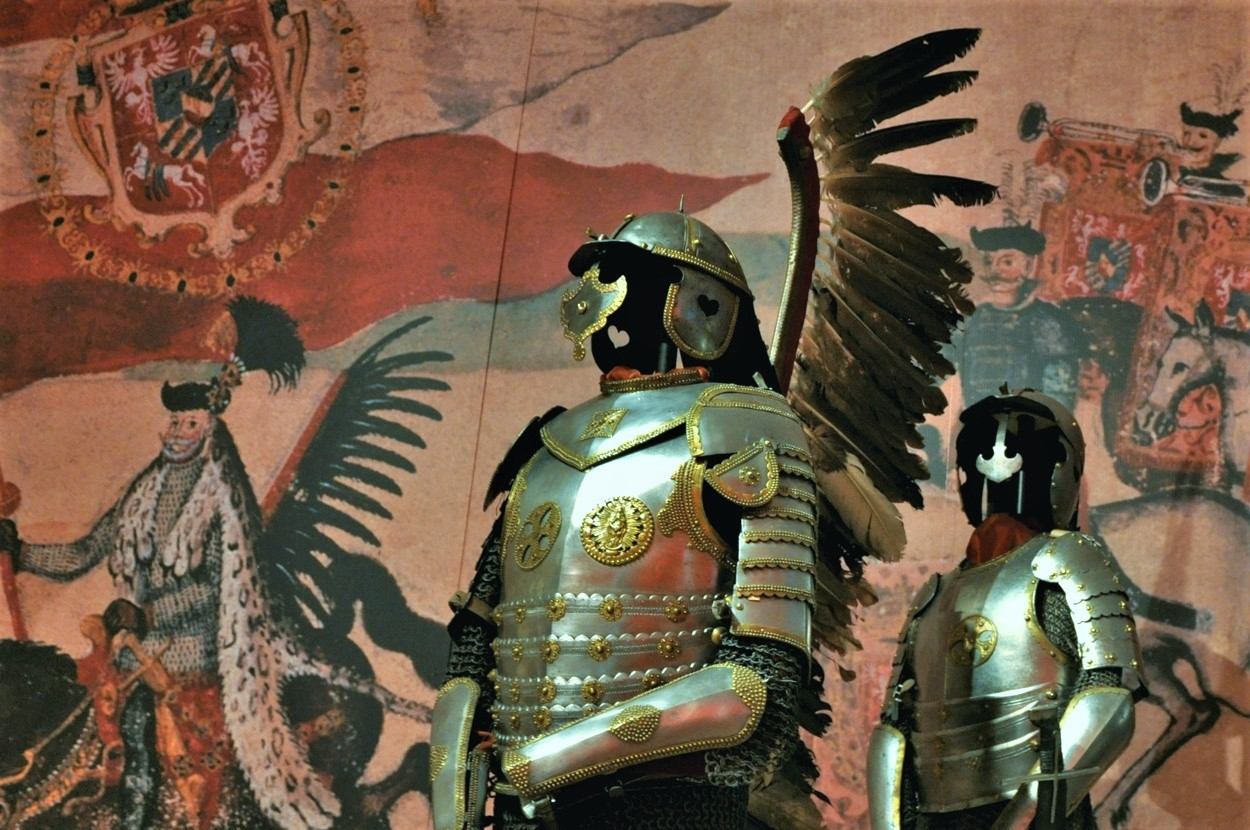
一般的なフサリアの甲冑

当時リトアニア大公国と同君連合を組んでいたポーランド王国では、重騎兵はそれまでの中世式の槍騎兵に代わって、シュラフタ（ポーランド王国あるいはポーランド・リトアニア共和国の貴族）からなるユサール槍騎兵を編成した。この騎兵の形は、ポーランド女王アンナに婿入りしポーランド王としてアンナ女王と王国を共同統治したステファン・バトーリが16世紀前半に祖国トランシルヴァニア公国から最初に持ち込んだと言われる。ポーランド語ではフサリア（Husaria）と呼ばれる。導入当初はもとの驃騎兵のままであり、兵科としては軽騎兵の一種であった。
その後祖国トランシルヴァニアのユサールが甲冑を脱ぎ捨て軽装になっていくのに対し、それ以前からヤン・タルノフスキの新式兵法が定着していたポーランドのフサリアたちは厚い真紅のベルベット（ビロード）の服の上に贅の限りをつくした装飾をほどこした金属製の甲冑をつけ、そのうえに豹やテンの毛皮を着込み、巨大な鳥の羽飾りを背負い（突撃時には風圧対策として馬の鞍に器具で固定した）、鮮やかな白と紅のポーランド軍バナーを体に纏って飾るという流麗ないでたちの、長槍で武装した独特な衝撃重騎兵軍団（有翼衝撃重騎兵）へと発展した。ユサール騎兵と呼ばれるもので「衝撃重騎兵」（Heavy shock cavalry）の兵科に入るのはこのポーランドのフサリアのみである。馬は大型の農耕馬ではなく中型の乗用馬を用い、中型ではあるが当時のヨーロッパの他の乗用馬に比して体格が大きめで高速で走る高価なアラブ馬が使用された。これはトルコ軍との戦いにより鹵獲したものを繁殖・品種改良したのであった。ヨーロッパにおける軍用アラブ馬の大規模飼育はポーランドで始まったのであり、フサリアはこのアラブ馬の国内普及によって完成した。王立飼育場では大量の予算投入によって最先端の品種改良が行なわれ、品種改良法は秘匿され、産出されるアラブ馬の種馬や仔馬が全国に販売され、一部は輸出された。18世紀のポーランド分割後になって新たにイギリスが台頭するまで、軍用馬の最先端技術はポーランドが独占し続けた。
フサリアの羽根飾りは攻撃時に使用する場合としない場合があった。儀礼の際には必ず使用されたようである。この羽根飾りは元々は中世にモンゴルとの戦いで自軍の騎兵が投げ縄による攻撃に苦しめられたことから白兵戦における投げ縄対策として考案され、その効果が高かったため定着した。この羽根飾りは戦場で使用される際、突撃時に風圧で巨大な騒音をたて敵兵を恐れさせたとも言われるが、映画撮影用に再現した事例では大きな音は発生しないという結果が出ている。羽根飾りを戦場で使用する場合、１本ないし２本を鞍に固定して立てた。騎士が直接背負うと風圧で体勢が不安定になるためと推定される。この独特なユサール部隊フサリアは、その羽飾りを象徴とし16世紀から17世紀にかけてヨーロッパ最強の騎兵隊として知られ、当時のポーランド王国の黄金時代を作り、その広い国土を防衛する任務にあった。

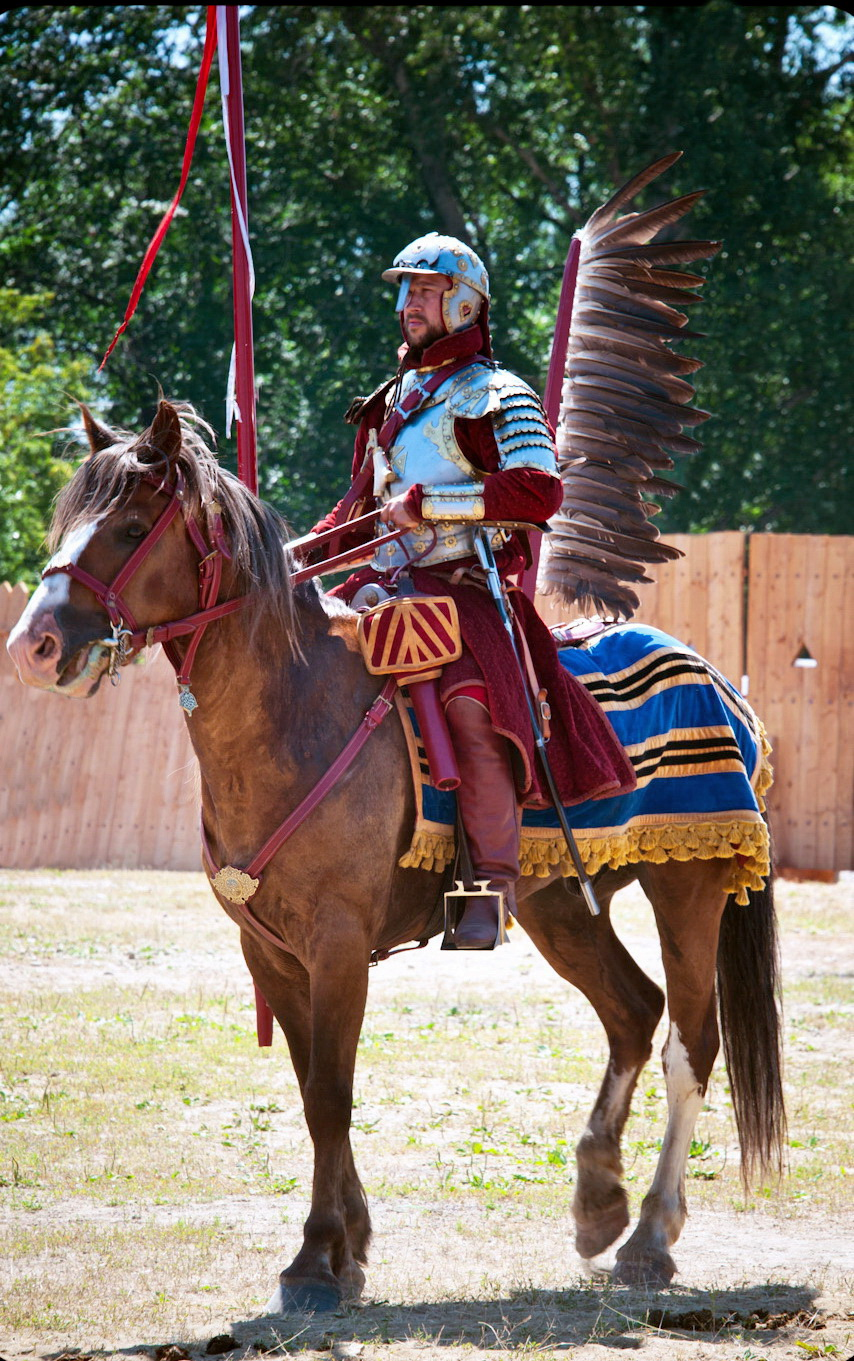
フサリア兵士（17世紀）
時代考証による復元
右手にコピアを持ち、左の腰にシャブラ、鞍の左側にブズドゥィガンを装着しているのが見える
ブズドゥィガンは幾何学模様の鞘に収められている

彼らは突撃槍騎兵であり、敵のパイクよりもはるかに長大な「コピア」（Kopia）と呼ばれる槍がまず第一の武器であった。突撃し目標を貫通するとその運動エネルギーによりコピアは折れた。自陣内に従者たち（移動と輸送のため駄馬に乗っていたことが多い）が控え、替えのコピアを何本も持っていた。騎兵は一度突撃すると自陣へ戻り、従者から替えのコピアを受け取っては集団を編成して再度突撃し、これを繰り返して敵を粉砕した。それぞれのコピアの先端には体に纏うのと同じ白と紅の細いバナーがついていた。この白と紅のバナーは現代ポーランドの国旗の原型となった。コピアは消耗品であったため現存するものは数本しかなく、貴重な資料となっている。
フサリアはそのほか、敵の鎧を突き刺す超長剣「コンツェシュ」（Koncerz）、突き刺す他に叩き斬る用途にも使用される長剣「パワシュ」（Pałasz）、敵兵をなで斬りにする大型サーベル「シャブラ」（Szabla）、接近戦で使われる戦斧「ナジャク」（Nadziak）、そして小弓ないしピストル（Pistolet）、攻撃用メイス「ブズドゥィガン」（Buzdygan）を全て同時に装備していた。ときには小型の丸い盾を持っていた。ブズドゥィガンは仏像などに見られる古代インドの棍棒や古代スキタイ人の棍棒に酷似したポーランド伝統の棍棒で、混戦では常に好んで使用され、大尉に相当するロトミストシュ以上の指揮官は高価な貴金属で作られた指揮用ブズドゥィガンを持っていた。味方の砲兵隊、弓兵隊、銃兵隊による援護射撃との巧みな組み合わせで行われた彼らの独特な突撃戦術はヤン・タルノフスキの兵法とこの新騎兵を組み合わせて発展させたものであり、敵のパイク隊や銃兵隊に対しても非常に有効であった。平原における合戦では味方の勝利を決定する手段となった。一方で突撃準備のために多少の時間を要するため、移動中に隘路などで敵に急襲されるとその重装備が不利にはたらくこともあった。

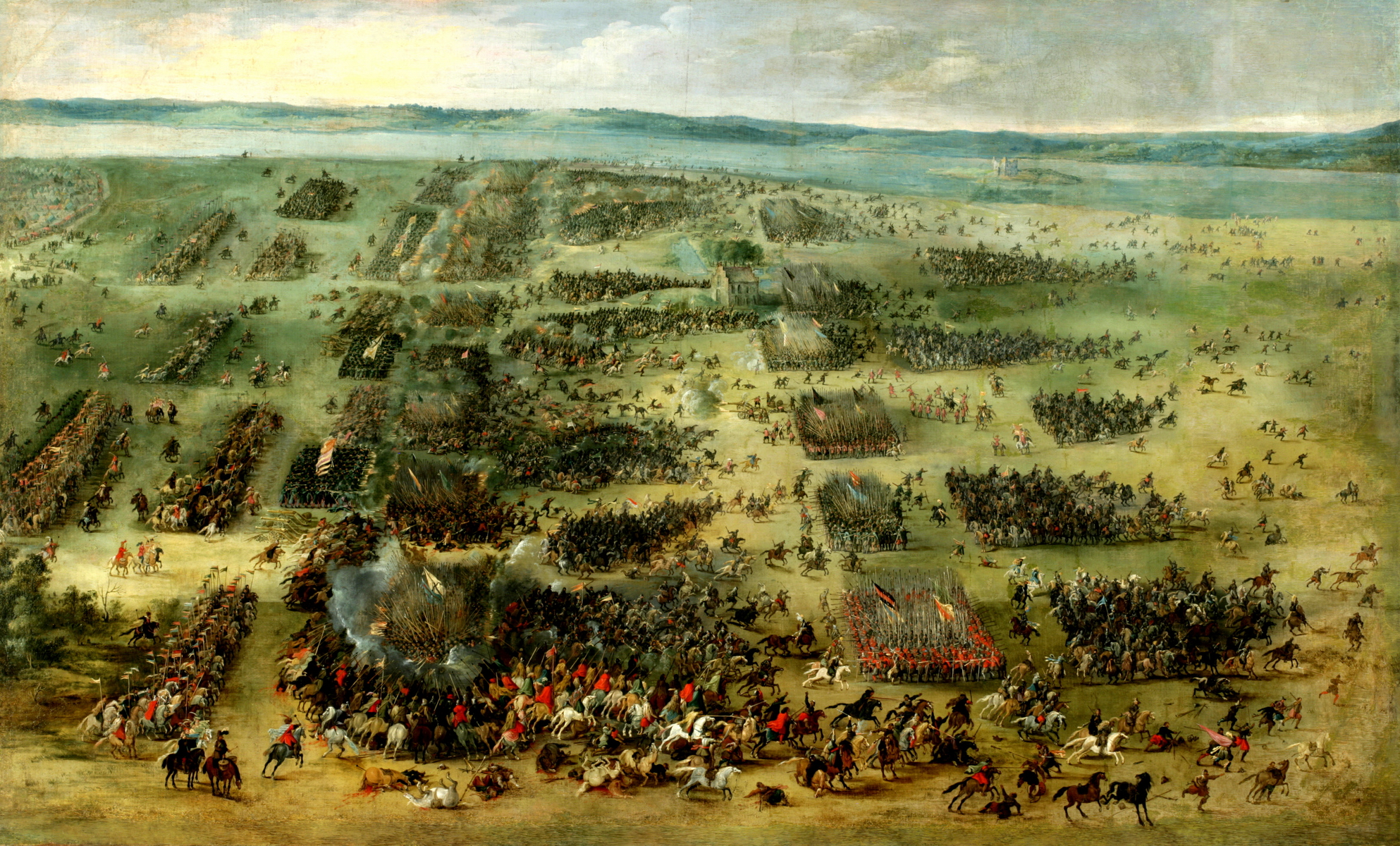
キルホルムの戦い
左側のフサリアが中央と右側にいるスウェーデン軍に襲いかかる

フサリアの装備や戦法は敵軍の銃撃や砲撃に対しても非常に有効で、フサリア突撃時の敵軍の銃砲による損害は常に僅少であった。彼らは大きく散開したところからゆっくりと走りだし、速度を高めながら徐々に味方との横の距離を縮め、敵陣に到達するときに最も高速かつ最も密集した形となった。決戦の場においてフサリアが完全なる無敗を誇った約2世紀の間、その装備や戦法も銃砲の発達に合わせて常に発達していった。
とりわけフサリアの特長は、圧倒的少数で大軍を打ち負かすことと、自軍兵の損害の少なさにある。17世紀初頭のスウェーデンとの戦争、キルホルムの戦いでは、ポーランド側のフサリア2600騎がスウェーデン側の全兵科からなる3万6000以上の大軍に突撃しこれを撃滅したが、ポーランド側の戦死者が100-200だったのに対し、スウェーデン側の戦死者は6000-9000と見積もられている。その数年後にロシア・スウェーデン連合軍と対決したクルシノの戦いでは約5000騎のフサリアが、およそ3万5000からなる敵軍を打ち負かした。

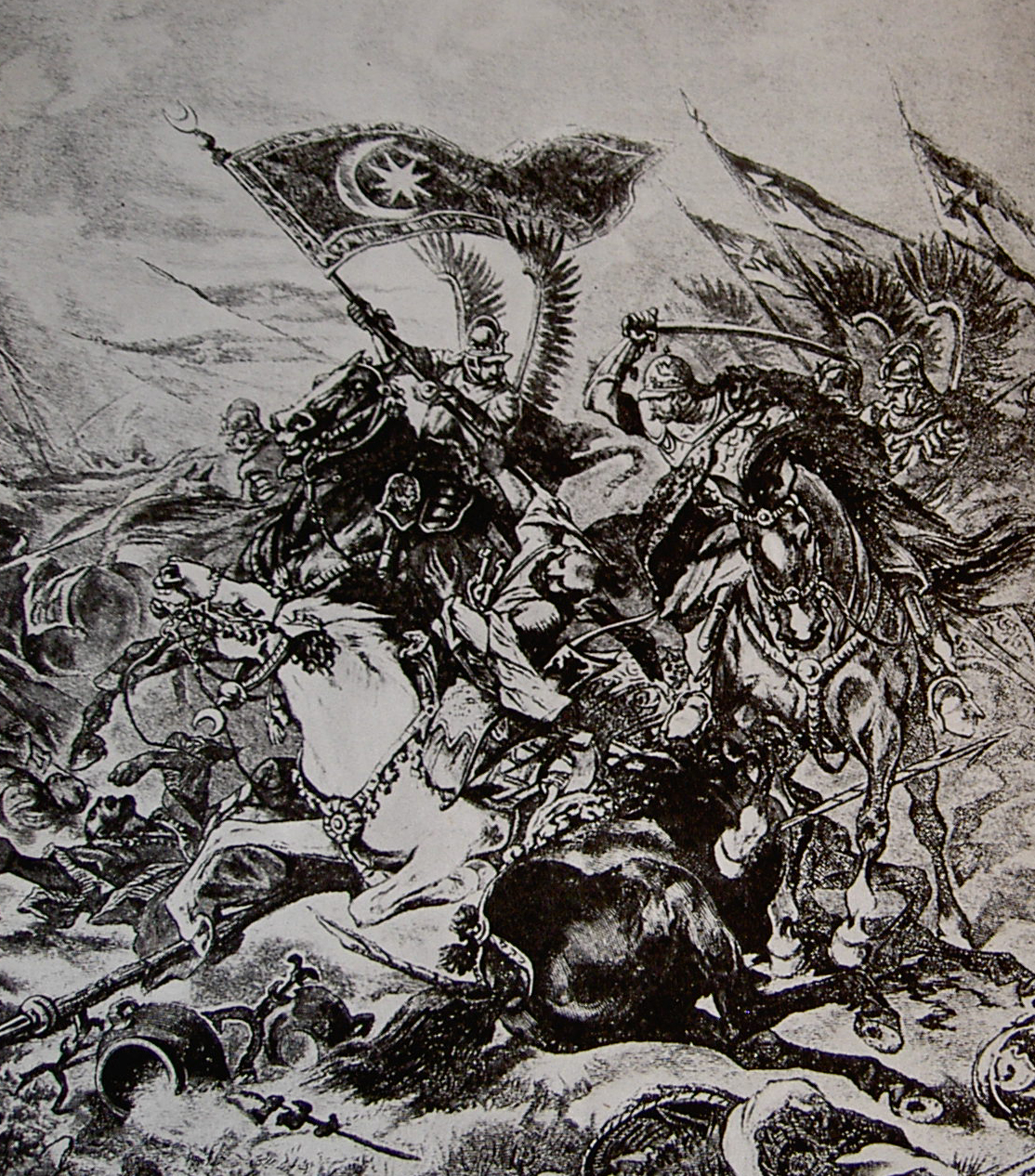
第二次ウィーン包囲（ユリウシュ・コッサクによる素描）
トルコ軍本陣に突撃したフサリア3000騎がトルコ軍旗を奪う

17世紀後半の第二次ウィーン包囲はその後のヨーロッパの運命を決める戦いであったが、フサリアの長所が存分に発揮された典型例である。ヨーロッパ連合軍がウィーン郊外の丘の上に陣取ると、連合軍総司令官であるポーランド国王ヤン3世が率いるフサリア3000騎が、ウィーンを陥落すべくこれを包囲していたオスマン・トルコ軍15万に対する中央突撃を敢行、敵の総司令官カラ・ムスタファ・パシャのいる本陣まで一気に縦深し大混乱に陥れ、たった1時間でトルコ軍全軍を散り散りに敗走させている。
上述のキルホルムの例で数字に大きな幅があるのは各国の歴史家により主張が異なるためであるが、いずれにしてもこれらの例は驚くべきことであろう。もともとフサリアはちょうど3倍の敵軍を圧倒する事を前提に研究・装備されており、200人のフサリア各小隊はそれぞれ敵軍の600人の銃兵・槍兵部隊を攻撃する訓練を行い、自軍は無傷のまま敵を殲滅することを当然としていた。
17世紀後半になるとフサリアは衰退していくが、その理由は銃砲の発達によるものではなかった。フサリア衰退の原因は、17世紀を通じて共和国を襲った度重なる大戦争、気候変動による土地生産性の急激な低下、および一部シュラフタ富裕層（マグナート）の税金逃れ、彼らの増税反対運動による政府および各地中小シュラフタの経済的疲弊であり、国家や中小シュラフタたちが完全装備をした大部隊を常設維持すること自体が世紀末にかけて急速に困難になっていったことであった。

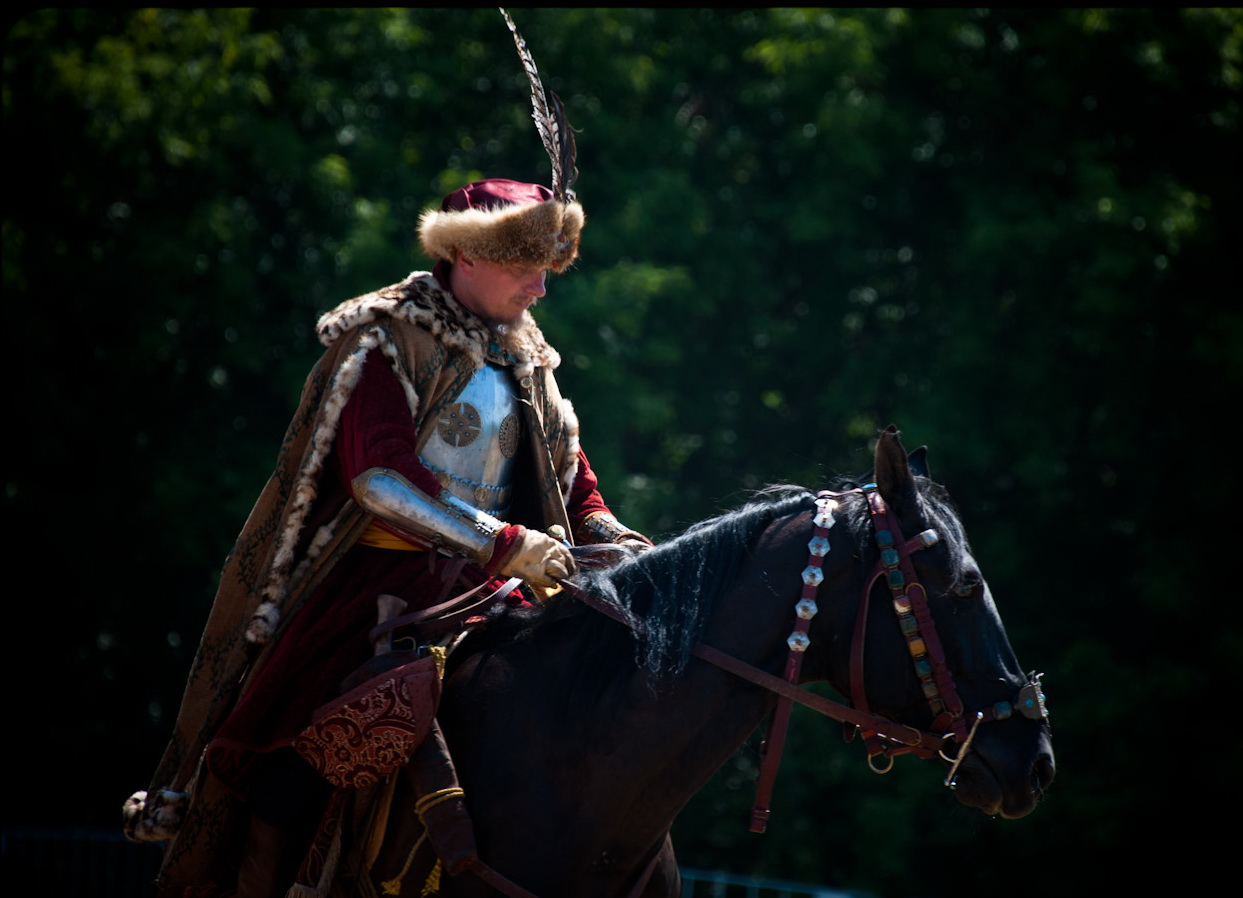
フサリア隊長（17世紀）
時代考証による復元

17世紀も終わりになると国内が政治的に大きく分裂し、国軍においては熟練した兵員数の減少および（馬も含めた）装備の劣化が激しく、フサリアはもはや実際の戦闘に使用できる軍団として成り立つ状態ではなくなっていった。これにより中世晩期から近代初期にかけて共和国の対外戦争を華やかに彩った最強騎兵団フサリアは、軽装備ながらも部隊の維持が安価で済み、戦術の工夫次第で高い戦力を発揮した槍騎兵のウーラン（ポーランド軽槍騎兵）にとってかわられた。
以後、フサリアは主に儀礼用の部隊となっていった。フサリアは1770年の軍制改革で解散した。1989年以降の現在のポーランドでは歴史祭りが盛んに行なわれるようになり、フサリアに扮した隊列はどの歴史祭りでも花形で、その華やかな姿は国内外の写真ファンや歴史ファンの人気を集めている。
ベルリンとワルシャワを結ぶユーロシティ特急に「フサリア」（Husarz）の愛称が冠されている。またポーランド軍の制帽の前立てには同国の紋章にちなんだ鷲章が付けられるが、中でも空軍では鷲がフサリアの羽飾りに囲まれている意匠となっている。

### 近世
軽騎兵の存在しなかった西ヨーロッパでは、（ポーランドを除く国々の）軽騎兵であるユサールは略奪を行う野蛮な連中であるとされてきた（こうした認識はハンガリー騎兵だけでなく、東欧のコサック騎兵たちや北欧のフィンランド人騎兵（ハッカペル）に対しても同じであった）。しかしこれらの軽騎兵は、軍隊においてすぐれた斥候であり、偵察や追撃、強襲に長けた軽快な騎兵だったのである。そのため西ヨーロッパの各国でも次第に軽騎兵を傭兵に頼るのではなく、正規部隊として編成するようになっていった。フランスではルイ14世の治世の間に、ハンガリー騎兵を基にして初の軽騎兵隊が編成され、それ以降フランスの騎兵隊には必ず軽騎兵が含まれるようになった。
オーストリア軍の散兵に悩まされたプロイセンのフリードリヒ大王もまた、軽騎兵の運用に熱心であった。オーストリア継承戦争において敵の散兵に対し、ユサールを広く効果的に使用したのである。部隊の前方に展開し、偵察や敵の散兵線の破壊を行うユサールは、非常に有効な兵種であった。

### ナポレオン時代

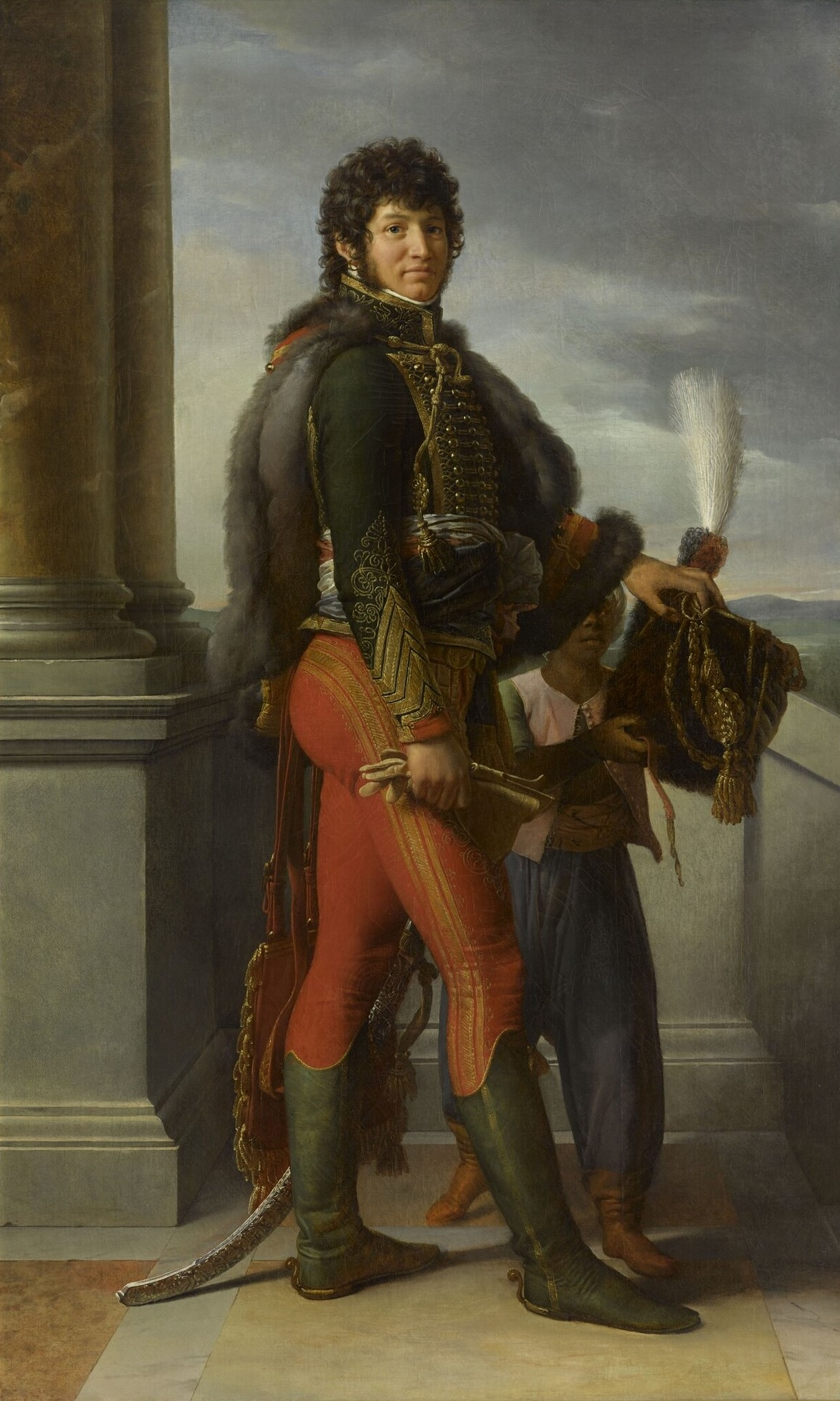
ユサール軍服のジョアシャン・ミュラ

東方を起源とするユサールは、ヨーロッパの部隊において特徴的な服装をしていた。ドルマン（Dolman）と呼ばれる肋骨状の糸飾りのついたジャケット（肋骨服）を着て、その上にペリース（Pelisse）と呼ばれるジャケット風のマントを左肩にだけ掛けていた。頭にはコルバク(kolback)と呼ばれる毛皮の帽子や、シャコー帽と呼ばれる円筒状の帽子を被り、湾曲した独特のサーブルを携帯していた。
これらユサールの独特な服装は、当時の東洋趣味と相まって、軍民問わず広く取り入れられるようになった。また異国風の優雅で華麗なユサールたちの衣装は、戦場で自身の存在を際立たせるだけでなく、女性たちの心を掴むのにも役立ったという。
中でもユサールたちがもっとも華やかに着飾ったのは、ナポレオン戦争の頃である。この当時もユサールは非常に優秀な騎兵であり、前方での敵との小競り合いや、偵察、追撃などに有効に使用された。神出鬼没で情け容赦の無いユサールたちは、敵からは悪名高い存在であった。

### 近代以降

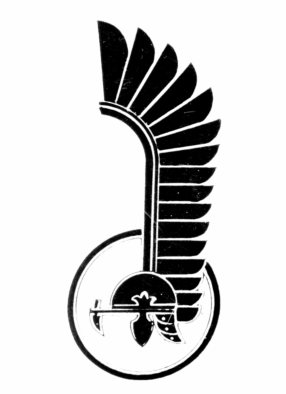
ポーランド陸軍第一機甲師団の標章

徐々に騎兵が戦場から姿を消していく近代以降も、ユサールは軽騎兵の代表として各国の部隊に残り続けた。この頃のユサールは以前のような派手な装飾はせず、むしろ偵察用に地味な服装をしていたという。また使用する馬も安価で、訓練もさほど必要なく、安上がりな騎兵であった。
そののち騎兵が戦場から姿を消した後も、他の騎兵職と同じように、ユサールもまた名誉呼称などとして部隊名などにその名を残している。かつてユサールが担った役割から、偵察部隊などに使われることが多いようである（例：フランス軍の第2驃騎兵連隊）。
「フサリア」として花形兵種の重槍騎兵として発達したポーランドの場合、主力戦車による機甲師団に「フサリア」の名が採りいれられている。